# Oscar Levertin
Oscar Ivar Levertin, né le 17 juillet 1862 à Norrköping et mort le 22 septembre 1906, est un poète suédois mais aussi un critique et un historien de la littérature. Levertin est une voix importante sur la scène culturelle suédoise dès 1897, lorsqu'il commence l'écriture d'essais et d'articles sur des personnes influentes dans le journal Svenska Dagbladet. De 1899 jusqu'à sa mort en 1906, il occupe la première chaire d'histoire de la littérature à l'université de Stockholm ; dans ce poste, il publie des études poussées, particulièrement sur la littérature suédoise du XVIIIe siècle.

## Présentation
Dans les années 1880, Levertin se rapproche tout d'abord de l'école naturaliste, dont August Strindberg est alors le membre le plus éminent. En 1888, cependant, le poème romantique Vallfart och vandringsår de Verner von Heidenstam change ses idéaux stylistiques. Levertin et Heidenstam publient ensemble une brochure dénigrant le Naturalisme en 1890. Bien que Levertin n'ait jamais abandonné son regard scientifique et matérialiste sur l'histoire, son énergie littéraire est désormais canalisée dans une poésie romantique, exotique et historique. Grâce à l’œuvre de Heidenstam, son premier recueil, Legender och visor (Légendes et Chansons), paru en 1891, suscite dans les années 1890, un nouvel intérêt dans la littérature suédoise pour l'histoire, particulièrement l'histoire médiévale. Contrairement à Heidenstam et d'autres poètes dans les années 1890, Legendeer och visor se démarque du nationalisme suédois et s'inspire de sources poétiques européennes et proche-orientales. Cet ouvrage est reconnu aujourd'hui, cependant il n'est plus beaucoup lu de nos jours. Ce recueil contient des poèmes dont la ballade Flores och Blanzeflor, texte étudié dans les écoles suédoises jusque dans les années 1970.

## Ouvrages
- Från Rivieran: skisser från Medelhavskusten (1883)
- Småmynt (1883)
- Konflikter: nya noveller (1885)
- Pepitas bröllop (with Verner von Heidenstam) (1890)
- Legender och visor (1891)
- Diktare och drömmare (1898)
- Rococo-noveller (1899)
- Svenska gestalter (1903)
- Kung Salomo och Morolf (1905)

### Œuvres traduites en français
- Oscar Levertin, Jacques Callot. Vision du microcosme : Traduit du suédois par Mme Anna Levertin. Préface et notes de F.-G. Pariset., Montrouge (Seine), Impr. moderne, 1935 (lire en ligne sur Gallica).
- Oscar Levertin, D'or, d'ombre et de pourpre : choix de poèmes : Traduit du suédois et présentation par Jean A. Gitenet et Sune Watell, Paris, L'Harmattan, DL, 2008